# Frank Thiess
Frank Thiess (Eluisenstein, 13 marzo 1890 – Darmstadt, 22 dicembre 1977) è stato uno scrittore tedesco.

## Biografia
Nato nell'odierna municipalità di Ogre nel 1890, crebbe a Berlino, dove si avviò all'attività giornalistica prima di essere chiamato al fronte durante la prima guerra mondiale. A causa dei problemi di cuore che lo affliggevano fu congedato rapidamente e tornò a dedicarsi al giornalismo a Berlino per qualche anno. Dopo aver scritto alcuni romanzi di ambientazione contemporanea durante gli anni venti, dal decennio successivo si dedicò quasi esclusivamente alla scrittura di romanzi storici.
Nel 1936 pubblicò uno dei suoi romanzi più popolari, Tsushima. Il romanzo di una guerra navale (Tsushima), tradotto in diverse lingue europee e incentrato sulla disfatta dell'esercito russo guidato da Zinovij Petrovič Rožestvenskij nella battaglia del 1905. Durante l'ascesa del nazismo si rifugiò prima a Roma e poi a Vienna, ma alla fine decise di tornare in patria, dove il suo romanzo  Das Reich der Dämonen fu censurato dal regime. Nel 1942 scrisse il romanzo biografico Il tenore di Trapani, incentrato su Enrico Caruso; l'opera sarebbe stata poi riadattata per il grande schermo nel film Enrico Caruso, leggenda di una voce (1951).
Dopo la fine della seconda guerra mondiale, la sua scelta di restare in Germania fu criticata dagli esuli tedeschi in fuga dal nazismo. Le sue teorie sull'"emigrazione interna", esposte in un articolo del 18 agosto 1945 intitolato Die innere Emigration, furono aspramente criticate da Thomas Mann, che lo tacciò di aver sostenuto Hitler e il nazismo in un'intervista del 1933. Come Walter von Molo prima di lui, sosteneva invece che alcuni scrittori erano rimasti in Germania perché esisteva ancora uno "spazio interiore" (innere Raum) che i nazisti non erano riusciti a conquistare: l'essere rimasti in Germania non dovrebbe essere quindi interpretato come servilismo nei confronti del potere, affermava Thiess, che criticò a suo volta gli artisti che invece erano fuggiti.
Fu candidato due volte al Premio Nobel per la letteratura, nel 1957 da Kasimir Edschmid e nel 1962 da Helmuth Scheel. Nel 1975 vinse il Premio Andreas Gryphius.

## Opere tradotte in italiano (parziale)
- Tempesta di primavera, traduzione di Anita Rho, Frassinelli, 1939.
- Tsushima. Il romanzo di una battaglia navale, Einaudi, 1942.
- Il tenore di Trapani, Frassinelli, 1942.
- Isabella, Bompiani, 1943.
- I dannati, Edizioni Mediterranee, 1947.
- Addio paradiso!, Aldo Martello Editore, 1950.
- Estate inquieta, Aldo Martello Editore, 1953.
- La leggenda d'una voce, Edizioni Mediterranee, 1953.
- La libertà della foresta, traduzione di Ervino Pocar, Aldo Martello Editore, 1956.